# Ngàm F
Ngàm F của Nikon là một loại ngàm ống kính có thể hoán đổi cho nhau được phát triển bởi Nikon cho các máy ảnh phản xạ ống kính đơn định dạng 35mm. Ngàm F được giới thiệu lần đầu tiên trên máy ảnh Nikon F vào năm 1959 và có ngàm răng ngạnh với đường kính 44 mm và FFD là 46,5 mm. Công ty tiếp tục sử dụng các biến thể của ống kính cho máy ảnh DSLR và máy phim tự động.

## Lịch sử
Ngàm F của Nikon là một trong hai ngàm ống kính của máy ảnh SLR (cái còn lại là ngàm Pentax K) không bị nhà sản xuất của chúng khai tử khi giới thiệu tự động lấy nét, nhưng được mở rộng để đáp ứng các yêu cầu mới liên quan đến đo sáng, tự động lấy nét, và kiểm soát khẩu độ. Sự đa dạng lớn của ống kính tương thích ngàm F làm cho nó trở thành hệ thống ống kính chụp ảnh có thể thay thế ống kính lớn nhất trong lịch sử. Hơn 400 ống kính Nikkor khác nhau tương thích với hệ thống (các chi tiết khác có thể được tìm thấy tại trang web Nikkor Nghìn lẻ một đêm [1]). Ngàm F cũng phổ biến trong các ứng dụng khoa học và công nghiệp, đáng chú ý nhất là máy nhìn. Ngàm F đã được sản xuất trong hơn năm thập kỷ, khiến nó trở thành ngàm ống kính duy nhất được sản xuất trong hơn 50 năm.

## Hệ thống ống kính
Ngoài các ống kính "Nikkor" của riêng Nikon, các thương hiệu ống kính F-mount bao gồm Zeiss, Voigtländer, Schneider, Angénieux, Samyang, Sigma, Tokina, Tamron, Hartblei, Kiev-Arsenal, Lensbaby và Vivitar. Máy ảnh ngàm F bao gồm các mẫu hiện tại của Nikon, Fujifilm, Sinar, JVC, Kenko và Horseman. Nhiều nhà sản xuất khác sử dụng ngàm F trong các ứng dụng phi nhiếp ảnh.

## Khả năng tương thích
Ngàm F có một mức độ đáng kể về cả khả năng tương thích. Nhiều ống kính ngàm F lấy nét tự động hiện tại có thể được sử dụng trên máy ảnh gốc F của Nikon và ống kính ngàm F lấy nét thủ công sớm nhất của những năm 1960 và đầu những năm 1970, với một số sửa đổi, vẫn có thể được sử dụng hết mức trên tất cả các loại máy ảnh chuyên nghiệp của Nikon. Tuy nhiên, sự không tương thích tồn tại và người dùng F-mount nên tham khảo tài liệu sản phẩm để tránh các vấn đề. Ví dụ, nhiều thân máy ảnh điện tử không thể đo mà không có ống kính hỗ trợ CPU; khẩu độ của ống kính được chỉ định G không thể được kiểm soát nếu không có thân máy ảnh điện tử; ống kính không phải AI (được sản xuất trước năm 1977) có thể gây ra thiệt hại cơ học cho các thân máy mô hình sau này trừ khi chúng được sửa đổi để đáp ứng đặc điểm kỹ thuật của AI; và ống kính AF-P (được giới thiệu vào năm 2016) sẽ không lấy nét, thậm chí bằng tay, trên các máy ảnh được giới thiệu trước khoảng năm 2013. [cần dẫn nguồn] Nhiều ống kính lấy nét thủ công có thể được chuyển đổi để cho phép đo sáng với cơ thể người tiêu dùng của Nikon bằng cách thêm chip Dandelion vào ống kính [2]